# Пікок (зоря)
Пікок (α Pav, α Павича) — найяскравіша зоря в південному сузір'ї Павича, розташована неподалік від межі із сузір'ям сузір'ям Телескопа. 

## Позначення
Зоря має позначення Байєра α Павича (лат. α Pavonis). 
Назву «Пікок» (англ. Peacock, [ˈpiːkɒk]) запровадив Офіс морського альманаху Її величності наприкінці 1930-х років під час створення навігаційного альманаху Королівських ВПС. Із п'ятдесяти семи зір, які було включено до альманаху, дві не мали власних назв: α Павича та ε Кіля. Військові наполягали, щоб усі зорі альманаху мали назви, тож назви зорям призначили: α Павича назвали «Пікоком» (англ. Peackok — відповідник лат. pavo, що означає «павич»), а ε Кіля назвали «Авіором». 
2016 року Міжнародний астрономічний союз організував Робочу групу назв зір (англ. WGSN) для каталогізації та стандартизації власних назв. Перший бюлетень WGSN від липня 2016 року містив дві таблиці затверджених назв, серед яких був і Пікок. 
До китайської системи європейські навколополярні сузір'я Південної півкулі адаптував Сюй Ґуанці наприкінці династії Мін. Назву Павич (孔雀, Kǒng Qiāo) отримав астеризм, який складається з η Павича, π Павича, ν Павича, λ Павича, κ Павича, δ Павича, β Павича, ζ Павича, ε Павича, γ Павича та α Павича. Отже, α Павича відома як 孔雀十一 (Kǒng Qiāo shíyī, «одинадцята [зоря] Павича»).

## Властивості
Зоря має видиму величину 1,94, це найяскравіша зоря в Павичі. Виходячи з вимірів паралаксу, відстань до зорі становить близько 179 світлових років (55 парсеків). Її маса приблизно вшестеро більша маси Сонця, а радіус у 6 разів перевищує радіус Сонця. Вона в 2200 разів яскравіша Сонця. Ефективна температура фотосфери становить 17 700 K, зоря має синьо-білий відтінок. Вона має спектральний клас B3 V, тобто, належить до головної послідовності, хоча в раніших дослідженнях її часто вважали субгігантом (клас світності IV). Зокрема, у каталозі яскравих зір зоря має клас B2.5 IV. 
Вважається, що зорі з такою масою не мають конвективної зони біля поверхні. Отже, речовина у зовнішній атмосфері не зазнає впливу ядерного синтезу, який відбувається в ядрі. Це означає, що склад атмосфери має відповідати складу речовини, з якої зоря утворилася. Зокрема, кількість дейтерію не має змінюватися протягом перебування зорі на головній послідовності. Виміряне відношення дейтерію до протію в зорі становить менше 5 × 10−6, що свідчить або про те, що зоря утворилася на ділянці з надзвичайно низьким вмістом дейтерію, або дейтерій було втрачено якимось чином. Можливий варіант, що дейтерій вигорів, коли зоря перебувала на шляху до головної послідовності. 
Система, імовірно, є членом асоціації Тукана—Годинника. Вік цієї асоціації оцінюється у 45 мільйонів років. Відносно сусідів α Павича має пекулярну швидкість 13 км/с.

## Супутники
Головна зоря, Пікок A, являє собою спектроскопічну подвійну, що складається з пари зір, які обертаються одна навколо одної з періодом 11,753 діб. Однак ці зорі не були оптично розділені, тому про супутник відомо мало, зокрема, він має масу щонайменше 0,26 M☉. Була спроба моделювати складений спектр вважаючи, що його утворюють зорі зі спектральними типами B0,5 і B2 з різницею яскравості 1,3 величини. 
Три зорі вважають супутниками Пікока: дві зорі дев'ятої величини приблизно за чотири кутові мінути й одна 12-ї величини приблизно за одну кутову мінуту. Обидва супутники дев'ятої величини розташовані на відстані всього 17 кутових секунд один від одного. 

## Зовнішні посилання
- Peacock [Архівовано 4 квітня 2019 у Wayback Machine.] - Jim Kaler's Stars